# Erkin Yalcin
Erkin Yalcin (* 14. Juni 2004 in Bregenz) ist ein österreichischer Fußballspieler.

## Karriere

### Verein
Yalcin begann seine Karriere beim SV Lochau. Zur Saison 2018/19 wechselte er in die AKA Vorarlberg, in der er bis 2023 sämtliche Altersstufen durchlief. Ab der Saison 2021/22 spielte er zudem für die Kampfmannschaft seines Stammklubs Lochau, für die er sechsmal in der Vorarlbergliga auflief.
Zur Saison 2023/24 wechselte Yalcin zu den Amateuren des SCR Altach. In seiner ersten Spielzeit in Altach kam er zu zwölf Einsätzen in der Regionalliga. Im November 2024 debütierte er bei seiner Kaderpremiere für die Profis der Vorarlberger in der Bundesliga, als er am 14. Spieltag der Saison 2024/25 gegen den Wolfsberger AC in der 86. Minute für Lukas Fadinger eingewechselt wurde.

### Nationalmannschaft
Yalcin spielte im Oktober 2018 erstmals für eine österreichische Jugendnationalauswahl. Im Oktober 2020 absolvierte er gegen Slowenien ein Spiel für die U-17-Mannschaft. Im September 2021 spielte er dreimal im U-18-Team.